# 賴利 (北卡羅萊納州)
賴利（英語：Riley）是位於美國北卡羅萊納州富蘭克林縣的非建制地區。

## 歷史
賴利的郵局於1873年設立，其後於1911年停運。

## 地理
賴利所處的海拔為高於海平面118米（即387英呎），而該地所採用的時區為UTC-5，即北美东部时区（EST）。同時該地設有夏令時間，為UTC-5調快一小時，即UTC-4（EDT）。